# Boustenaï
Boustenaï ben Haninaï (hébreu : בוסתנאי בן חנינאי) est un dirigeant juif babylonien du VIIe siècle.
Premier exilarque sous la domination arabe, sa vie est entourée de légendes. La controverse au sujet de son épouse persane est à l'origine de nombreuses querelles de succession parmi les exilarques ultérieurs.

## Source
- Cet article contient des extraits de l'article « BOSTANAI » par Richard Gottheil & Louis Ginzberg de la Jewish Encyclopedia de 1901–1906 dont le contenu se trouve dans le domaine public.